# Валь-ди-Вицце
Валь-ди-Ви́цце (итал. Val di Vizze), также Пфич (нем. Pfitsch) — коммуна в Италии, располагается в регионе Трентино — Альто-Адидже, в провинции Больцано. Коммуна расположена в долине Пфич.
Население составляет 2748 человек (2008 г.), плотность населения составляет 19 чел./км². Занимает площадь 142 км². Почтовый индекс — 39040. Телефонный код — 0472.
В коммуне 14 сентября особо празднуется Воздвижение Креста Господня.

## Демография
Динамика населения: